# Ugoda administracyjna
Ugoda administracyjna – jedno z rozstrzygnięć w polskim postępowaniu administracyjnym. Według k.p.a. ugodę można zawrzeć, gdy w postępowaniu administracyjnym występują strony o spornych interesach. Ugodę mogą zawrzeć tylko podmioty w postępowaniu administracyjnym; nie mogą jej zawrzeć podmioty na prawach strony. Ugoda jest sporządzana w formie pisemnej przez pracownika organu administracji publicznej, przed którym toczy się postępowanie.

## Dopuszczenie zawarcia ugody
W myśl art. 114 k.p.a. w sprawie, w której toczy się postępowanie administracyjne, strony mogą zawrzeć ugodę, jeżeli charakter sprawy na to pozwala i nie sprzeciwiają się temu przepisy szczególne.
W postępowaniu strony same muszą zdecydować, czy chcą zawrzeć ugodę; nie zawiera się jej pod przymusem. Jeżeli zdecydują się na zawarcie ugody, składają zgodne oświadczenie o tym, że zamierzają zawrzeć umowę. W myśl art. 116 k.p.a. organ administracji musi w formie postanowienia odroczyć wydanie decyzji administracyjnej i wyznaczyć stronom termin zawarcia ugody. Mogą także odstąpić od zawarcia ugody; wówczas sprawę załatwia się w formie decyzji administracyjnej.

## Elementy ugody
Zgodnie z art. 117 § 1a k.p.a. ugoda zawiera:
- oznaczenie organu administracji publicznej, przed którym ugoda została zawarta, i stron postępowania
- datę sporządzenia ugody
- przedmiot i treść ugody
- podpisy stron oraz podpis upoważnionego pracownika organu administracji publicznej z podaniem imienia, nazwiska i stanowiska służbowego, a jeżeli ugoda została zawarta na piśmie utrwalonym w postaci elektronicznej - kwalifikowane podpisy elektroniczne stron oraz upoważnionego pracownika organu administracji publicznej[1].

## Zatwierdzenie ugody i skutki prawne jej zatwierdzenia
Aby ugoda mogła zostać zatwierdzona, musi być zgodna z przepisami prawa. Należy także uwzględnić stanowisko organu, którego organ administracji prowadzący postępowanie poprosił o zajęcie stanowiska w sprawie ugody. Ugoda musi być również zgodna z interesem społecznym lub słusznym interesem stron. Ugoda jest zatwierdzona w formie postanowienia. Po zatwierdzeniu ugody następuje wyjęcie sprawy spod jurysdykcji organu administracji i następuje zakończenie postępowania.

## Odmowa zatwierdzenia ugody i skutki prawne odmowy jej zatwierdzenia
Odmowa ugody administracyjnej następuje w formie postanowienia (tak samo, jak zatwierdzenie). Po wydaniu tego postanowienia należy wydać w danej sprawie decyzję administracyjną. Odmowę zatwierdzenia ugody można w terminie 7 dni od wydania odmowy zaskarżyć do organu wyższego stopnia i następnie do sądu administracyjnego.